# Ahmed Abdulla Ali
Ahmed Abdulla Ali Abdulla (arab. أحمد عبد الله علي; ur. 1 kwietnia 1987 w Ar-Rifa) – bahrajński piłkarz grający na pozycji obrońcy. Od 2018 jest piłkarzem klubu Al-Najma SC.

## Kariera piłkarska
Swoją karierę piłkarską Abdulla rozpoczął w klubie East Riffa Club, w którym w 2004 roku zadebiutował w pierwszej lidze bahrajńskiej. W sezonie 2013/2014 zdobył z nim Puchar Bahrajnu. W latach 2016–2018 grał w Busaiteen Club. W 2018 przeszedł do Al-Najma SC.

## Kariera reprezentacyjna
W reprezentacji Bahrajnu Abdulla zadebiutował 7 października 2018 w wygranym 3:1 towarzyskim meczu z Filipinami. W 2019 roku został powołany do kadry na Puchar Azji.